# Анклет

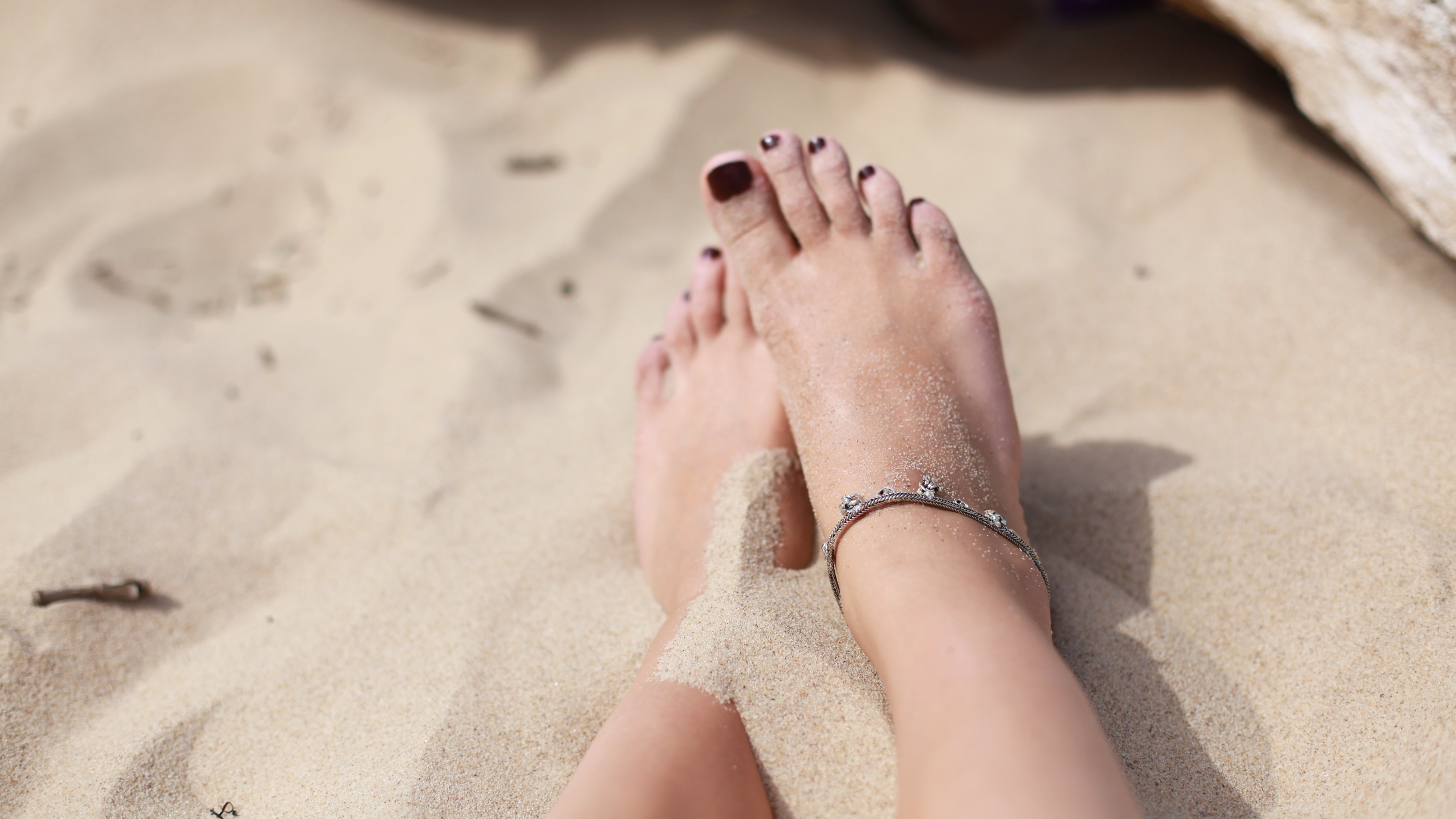
Анклет

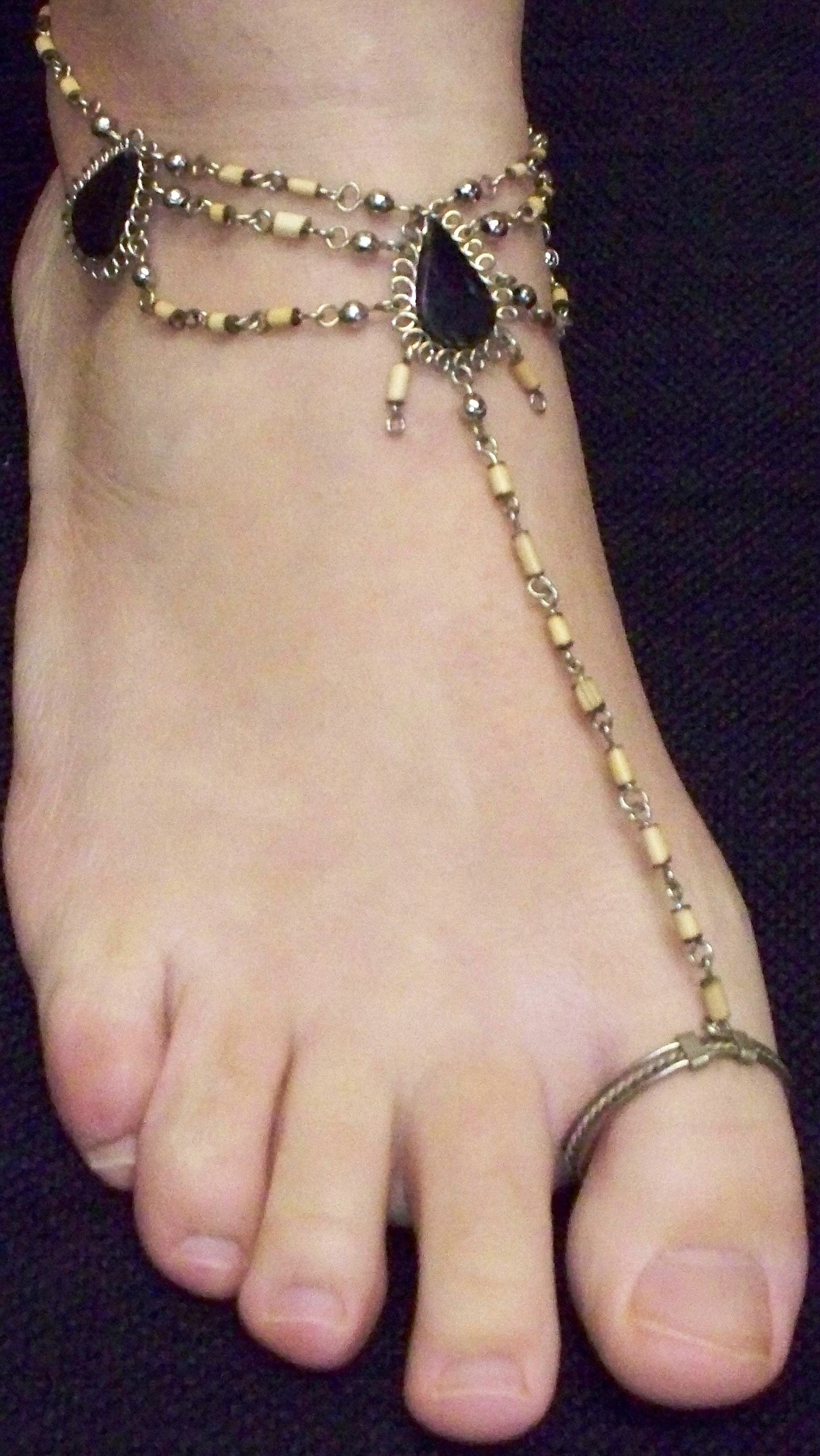
Індійський анклет

Анкле́т (від англ. anklet) — різновид прикраси, браслет, який носять на щиколотці. 

## Історія

### Шумер
Перші зразки стародавніх анклетів були знайдені під час розкопок шумерських гробниць. 
Шумерські ювеліри виготовляли браслети з різних металів і декорували їх дорогоцінним камінням. 

### Єгипет
У Стародавньому Єгипті за допомогою анклета можна було дізнатися про матеріальне становище та соціальний статус його власниці. 
Дружини заможних чоловіків носили золотий або срібний браслет, прикрашений дорогоцінним камінням, а рабині і простолюдинки мали анклети зі шкіри, дешевих металів і черепашок.

### Індія
Найбільшою популярністю анклети користувалися в Стародавній Індії. Браслет указував на матеріальний статус жінки. 
Серед індійських танцівниць був поширений тонкий і гнучкий анклет — «пайя», часто прикрашений дзвіночками. 
Сьогодні анклети є важливим атрибутом весільного образу індійської нареченої. 

### Європа
На Заході анклети увійшли в моду тільки в XX столітті, в той час як на Сході культура носіння цих браслетів сягає в далеке минуле.

## Види
Анклети поділяють на дві групи:
- виготовлені з металевої смуги, яка не гнеться;
- гнучкі — ланцюжки різного розміру і плетіння.

Під час створення анклетів часто використовуються індійські мотиви, додаються дорогоцінне каміння, намистини та підвіски.